# Bowmore
För whiskydestilleriet, se Bowmore Distillery.

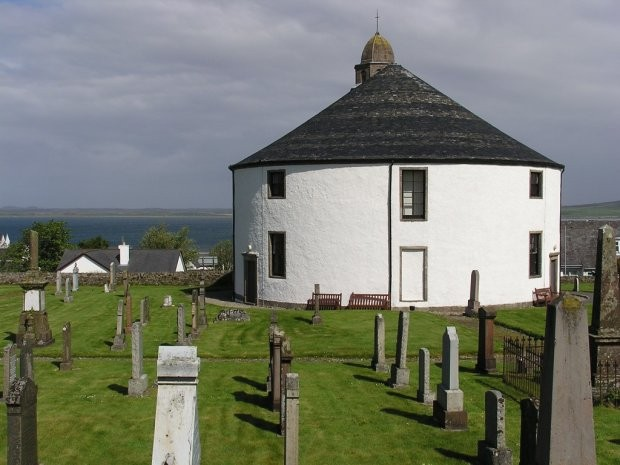
Bowmores runda kyrka.

Bowmore är ett mindre samhälle på ön Islay i Inre Hebriderna i Skottland. Ortens namn skall uttalas ungefär boo-måår då det är en transkription från skotsk gaeliska Bogh Mòr, 'stora sjörevet' och inte ett ursprungligen engelskt ord. Bowmore fungerar som administrativt centrum för ön och har även gett namn åt det berömda destilleriet som tillverkar Bowmore Single Malt, en skotsk maltwhisky. Bowmore hade 760 invånare år 2012, på en yta av 0,40 km². I samhället finns bland annat öns enda bankkontor och en av få bankomater på ön.[källa behövs] I Bowmore finns också Columba Centre, efter skyddshelgonet St. Columba, som är ett centrum för gaelisk kultur. Där arrangeras ibland sång- och musikaftnar med gaelisk sång.

## Historia
Daniel Campbell den yngre tog initiativ till byggandet av Bowmore 1770. Det skedde strax efter färdigställandet 1767 av Kilarrow Parish Church, en känd rundkyrka som enligt en sägen byggdes just rund för att förhindra att djävulen gömde sig i ett hörn.
1779 startades Bowmore Distillery som ligger vid stranden av havsviken Loch Indaal. Bredvid destilleriet finns ett gammalt lager som blivit ombyggt till en simhall som värms upp med  överskottsvärme från destilleriet.